# بوب أوسيم
بوب أوسيم (بالإنجليزية: Bob Osim)‏ (15 يوليو 1980 بلاغوس في نيجيريا - ) هو لاعب كرة قدم نيجيري في مركز الدفاع. شارك مع منتخب نيجيريا لكرة القدم. أما مع النوادي، فقد لعب مع إينوغو رينجرز وصن شاين ستارز ونادي إنييمبا إنترناشونال ونادي هارتلاند وCalabar Rovers F.C. ‏.

## وصلات خارجية
- بوب أوسيم على موقع ناشيونال فوتبول تيمز (الإنجليزية)
- بوب أوسيم على موقع Soccerway.com (الإنجليزية)